# Mónica García Gómez
Mónica García Gómez (Madrid, 16 de enero de 1974) es una médica anestesióloga y política española, que desde noviembre de 2023 ejerce como ministra de Sanidad del Gobierno de España.
Entre 2015 y 2023 fue diputada de la Asamblea de Madrid dentro de los grupos parlamentarios de Podemos y posteriormente Más Madrid. Como parte de este último fue la portavoz y jefe de la oposición al Gobierno de la Comunidad de Madrid, así como candidata a la presidencia de la Comunidad de Madrid en las elecciones autonómicas de mayo de 2023.

## Biografía
Hija de dos psiquiatras, nació el 16 de enero de 1974 en Madrid. Su padre, el psiquiatra Sergio García Reyes, fue diputado por el Partido Comunista de España en la I legislatura de la Asamblea de Madrid, la misma cámara donde después ella ocuparía un escaño. Mónica García estudió en el colegio Yale en la colonia de El Viso y en el Instituto de Enseñanza Secundaria Beatriz Galindo de la calle Goya del Barrio de Salamanca, ambos en Madrid. Se licenció en Medicina y Cirugía por la Universidad Complutense de Madrid, especializándose en anestesiología.
García, que ha desarrollado su carrera profesional como anestesista en el Hospital 12 de Octubre, participó en las protestas de las mareas blancas en defensa de la sanidad pública como portavoz de la Asociación de Facultativos Especialistas de Madrid (AFEM).
Con 15 años comienza a practicar atletismo, primero en el estadio de Vallehermoso y después en la Facultad de Ciencias de la Actividad Física y del Deporte (INEF). En la edad adulta continúa saliendo a correr por diversión y participa en carreras que apoyan causas benéficas. En su tiempo libre también disfruta de la fotografía y viajando en vacaciones en autocaravana por Galicia.
En 2022 publica el libro Política sin anestesia, donde narra cómo pasó de su trabajo como sanitaria al ámbito político.

## Trayectoria política

### Activismo
En 2012 se unió a la Asociación de Facultativos Especialistas de Madrid (AFEM). En un principio formó parte de la Junta Directiva de la asociación y asumió el cargo de coportavoz.
En esta época la asociación plantó cara al por entonces Consejero de Sanidad de la Comunidad de Madrid, Javier Fernández-Lasquetty y a su Plan de Medidas de Garantía de la Sostenibilidad del Sistema Sanitario Público de la Comunidad de Madrid que comprendía, entre otras medidas, un recorte del presupuesto en Sanidad del 7% así como la privatización de algunos servicios hospitalarios. En este contexto, Mónica García participó en los encierros, concentraciones y manifestaciones que se desarrollaron en 2012 y 2013 junto a sus compañeros de la AFEM. En esta época también participó en calidad de portavoz de la AFEM en las movilizaciones de la Marea Blanca y sus marchas los domingos para denunciar los recortes y precariedad de la sanidad pública.

### Asamblea de Madrid (2015-2023)

#### Como diputada (2015-2021)
Incluida como candidata en el puesto número 26 de la lista de Podemos de cara a las elecciones a la Asamblea de Madrid de 2015 encabezada por José Manuel López, resultó elegida diputada de la X legislatura del parlamento regional, pasando a formar parte del Grupo Parlamentario de Podemos Comunidad de Madrid. En diciembre de 2017, en virtud de una reestructuración del grupo parlamentario, se anunció que García se convertiría en la presidenta del grupo parlamentario en sustitución de Marco Candela. En esta etapa destacó su denuncia ante la Fiscalía Anticorrupción del "despilfarro sanitario durante el mandato de Esperanza Aguirre". También se incorporó entonces al Consejo de Coordinación de Podemos Comunidad de Madrid.
Diputada afín a la corriente de Podemos liderada por Íñigo Errejón, en marzo de 2019 se integró en la lista de este último para las primarias de Más Madrid de cara a confeccionar la lista para las elecciones a la Asamblea de Madrid de 2019. Se despidió de la legislatura recitando un poema en el último pleno el 21 de marzo, conmemorando el Día Internacional de la Poesía.
Durante la breve legislatura 2019-2021 tendría un perfil destacado en sus intervenciones contra la presidenta de la Comunidad Isabel Díaz Ayuso.

#### Como líder de la oposición (2021-2023)
En marzo de 2021 Díaz Ayuso disolvió la Asamblea y convocó elecciones anticipadas para el 4 de mayo de 2021.Mónica García se perfiló entonces como candidata de Más Madrid a la presidencia de la Comunidad de Madrid.Partió como favorita del bloque de la izquierda, superando al PSOE de Ángel Gabilondo y al Podemos de Pablo Iglesias.En las elecciones Más Madrid consiguió el 17% de los votos y 24 diputados de los 136 que conformaron la XII Legislatura de la Asamblea de Madrid. Fue la segunda candidata más votada, sin poder alcanzar la presidencia, que recayó de nuevo en Isabel Díaz Ayuso. No obstante, Más Madrid había superado en votos al PSOE, por lo que Mónica García se convirtió en líder de la oposición al Segundo Gobierno Ayuso.
En noviembre de 2021, García participó junto a diversas políticas de la izquierda transformadora española en un acto conjunto celebrado en Valencia, cuyo nombre fue “Otras políticas”.
Repitió como candidata de Más Madrid en las elecciones autonómicas del 28 de mayo de 2023. En dichos comicios su formación fue el segundo partido más votado y el más votado de la izquierda, logrando 27 diputados de un total de 135 en la Asamblea de Madrid. Mónica García se convierte de nuevo en jefa de la oposición en la XIII Legislatura al Tercer Gobierno Ayuso.Dimitió de su cargo como diputada el 20 de noviembre de 2023. Le sustituyó como líder de oposición Manuela Bergerot.

### Ministra de Sanidad (desde 2023)
De cara a las elecciones generales de julio de 2023 Más Madrid formó parte de la coalición SUMAR. En noviembre de 2023 Sumar entró a formar parte del  tercer gobierno de Pedro Sánchez y la coalición recibió 5 ministerios.Por su perfil como activista sanitaria y en representación de Más Madrid, se acordó nombrar a Mónica García como ministra de Sanidad del Gobierno de España. La toma de posesión tuvo lugar el 21 de noviembre de 2023.